# طولقة
مدينة طولقة: إحدى دوائر ولاية بسكرة، هي واحة كبيرة مترامية الأطراف، ذات نخيل كثير، تقع جنوب الجزائر، حيث تبعد عن الجزائر العاصمة مسافة 363 كلم، وعن مدينة بسكرة مقرِّ الولاية 37 كلم، شهيرة بجودة تمورها، فهي تنتج أجودَ أنواع التمور في العالم، خاصة تمر يسمى دقلة نور، كذلك تشتهر مدينة طولقة بكثر آبارها الارتوازية، وأراضيها الخِصبة الزراعية، هي والدوائر القريبة منها مثل فوغالة وليوة وليشانة والمخادمة. 
وبالقرب من مدينة طولقة توجد زاوية الشيخ علي بن عمر القرآنية ومسجد وضريح الشيخ عبد الرحمن الأخضري صاحب كتاب السلم، وضريح الشيخ بن عزوز بقرية برج بن عزوز الذي تلمَذَ على يده أشياخ الزاوية العثمانية ولكن تم إهماله وقد تخرج من هذه المدينة والقرى المجاورة لها كثير من العلماء الذين كان لهم الفضل الكبير والأثر البارز في نهضة الجزائر العلمية والثقافية قبل وبعد الاستعمار الفرنسي، ولا يخلو بيت في مدينة طولقة إلا وتجد فيه شهيد أو مجاهد، وهو ما يظهر أثر هذه المدينة في محاربة الاستعمار الفرنسي الغاشم.
طولقـة مدينـة أزليـة تدخـل في النطـاق الفـلاحي للـزاب الغـربي. وكلمـة طولقـة قـد تعـود في أصلهـا إلى اللغـة الرومانيـة؛ وهـذا مـا تـوحي بـه مقابلتهـا بأسمـاء بعـض الأماكـن ـ مـع تغييـر بعـض الأحـرف ـ كـ: تولقـة (بحيـرة الطيـور المتواجـدة في ولايـة الطـارف)، ومدينـة طنجـة في المغـرب الأقـصى، ومدينـة طبنـة عاصمـة الـزاب.كمـا أن اسـم طولقـة يتسـمى بـه كثيـر مـن الأوروبييـن حـتى الآن. المهـم أن طولقـة كانـت أيـام الرومـان عبـارة عـن مركـز عسكـري متقـدم؛ يربـض عـلى الضفـة الشماليـة لـوادي جـدي الشهيـر؛ وهـو الحـد الجنـوبي للخـط الدفـاعي الرومـاني المعـروف باللمـس. وقـد أقـام الرومـان عـلى طـول هـذا الـوادي مراكـز عسكريـة منهـا: الدوسـن وطولقـة ومتليـلي..إلخ.
وقـد شاهـدت بـأم عيـني ـ منـذ وقـت ليـس ببعيـد ـ في طولقـة القديمـة المسمـاة بالدشـرة بعـض الأساسـات المبنيـة بالصخـور العملاقـة الـتي شيـد بهـا الرومانيـون مبانيهـم. ولكنهـا ـ الآن مـع الأسـف الشديـد ـ فقـدت؛ إذ استعملهـا عامـة النـاس ـ بشكـل فوضـوي ـ في بنـاء مساكنهـم. وكانـت هـذه الأساسـات الرومانيـة في الدشـرة ـ أيـام الاستعمـار الفرنـسي ـ مقصـداً للسائحيـن مـن مختلـف الأجنـاس.
وتمتـاز دائـرة طولقـة بمزارعهـا النموذجيـة الفسيحـة، وأشجارهـا المتنوعـة الأشكـال والأصنـاف؛ مـن: نخيـل ورمـان وتيـن وزيتـون ومشمـش وأجـاص وتفـاح وبرتقـال وعنـب وخـوخ وسفرجـل.. وأنـواع كثيـرة مـن الفاكهـة الأخـرى. أضـف إلى أنهـا تنتـج أجـود أنـواع الخضـر الـتي تصـدر إلى شمـال البـلاد، وإلى خـارج الوطـن. غيـر أن أهـم ما تنتجـه هـذه الدائـرة هـو التمـر المعـروف باسـم دقلـة نـور؛ ووصـف بالنـور لأنـه يمتـاز بالصفـاء والشفافيـة؛ حـتى أن النـواة تظهـر للعيـان عنـد النظـر إليهـا عبـر حبـة التمـر. 

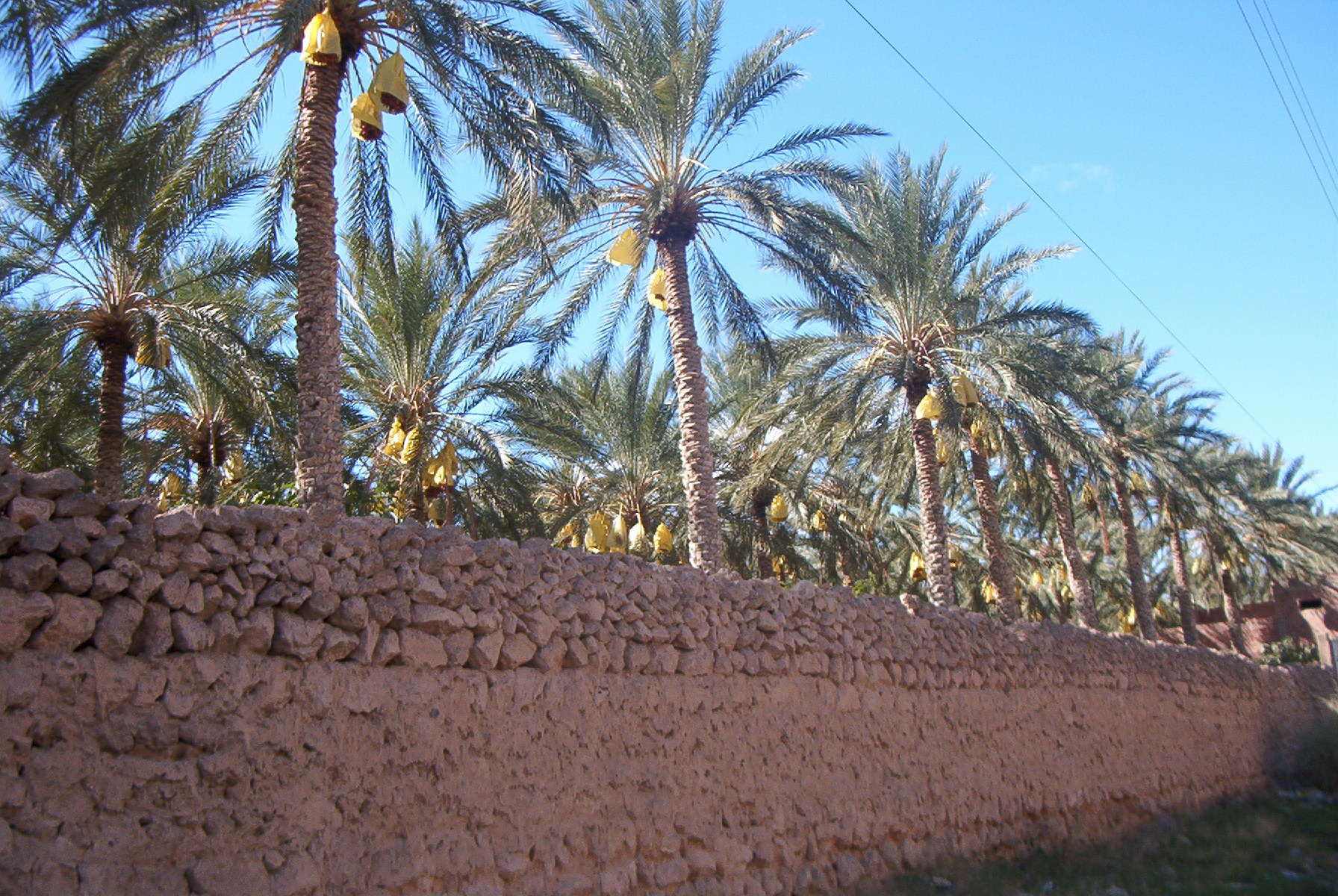
نخيل دقلة نور بطولقـة.

أمـا وفـرة مـا تنتجـه أرض طولقـة مـن فاكهـة وخضـار؛ فمردهـا إلى مـا خـص بـه اللـه هـذه الدائـرة مـن ميـاه عذبـة رقراقـة، وعيـون غزيـرة متدفقـة في كـل بقعـة مـن هـذه الدائـرة. وإذا كانـت طولقـة قـد اشتهـرت بآبارهـا الارتوازيـة الفياضـة؛ فإنهـا كانـت أيضـاً تحـظى بعـدد كبيـر مـن المنابـع والجـداول والأوديـة الحيـة؛ ذات الميـاه العذبـة؛ الـتي تستهلـك في سـقي آلاف المـزارع وفي اشبـاع احتياجـات السكـان للشـرب والغسيـل وغيـره.. 
وأذكـر ـ أيـام الطفولـة ـ تلـك المناظـر الخلابـة الـتي منحهـا اللـه لطبيعـة طولقـة؛ حيـث يسـعى الفلاحـون ـ قبـل بـزوغ الشمـس ـ إلى مزارعهـم؛ مَحْموليـن عـلى دوابهـم أو عـلى عربـات تجرهـا الحميـر والبغـال. وفي المقابـل تنتشـر أسـراب مـن النسـاء عـلى طـول الأوديـة والجـداول لـكي يغسلـن الملابـس؛ متكئـات عـلى الصخـور المسطحـة المتناثـرة عـلى ضفـاف تلـك الجـداول.
وإلى جانـب كـل هـذا فطولقـة تحتضـن عـددا كبيـرا مـن العلمـاء والصالحيـن والشعـراء. وبهـا زاويـة سيـدي عـلى بـن عمـر وهي مركـز أشعـاع ديـني وثقـافي انتشـر ضـوؤه في كـل بقـاع المغـرب أقصـاه وأدنـاه وأوسطـه. كمـا اشتهـر أمـر طولقـة أيـام الدولـة الحفصيـة؛ حيـن ظهـر بهـا الشيـخ سعـادة رافـع لـواء السنـة انطلاقـا مـن زاويتـه المتواجـدة بطولقـة كمـا أشـار إلى ذلـك عبـد الرحمـن بـن خلـدون 

قَـدْ  تشوقـت  لهـا   ***   لِعَبِيــرِ  المَنْطِـقَــهْ 
وَنِسِيـمَ الشَـوقِ  فِي   ***   مُبْتَغَايَـا    طَوْلَـقَــهْ
مَنْـزِلِي الآمِـنُ  مِنْ   ***   نَسْجِهَـا    كَالشِّرْنِقَــهْ 
حَفِظَتْـنِي مِـنَ  أذى    ***  وَشُـرُورِ    الْمَزْلَـقَـهْ  
ذُقْـتُ فِيهَا  مَا حَـلاَ   ***   ذقْـتُ  مُـرَّ   الفَلَـقَـهْ
فبـلادي    تـزدهي   ***   بِذُرَاهَــا   الشَّاهِقَــهْ
واخضـرار  يلتـقي   ***    بِمِيَــاهٍ     دَافِـقَــهْ
ظِلُّهَـا  أيْـكٌ  نَمَـا   ***    وَنَخِيــل     بَاسِقَــهْ
تَتَجَـلَّى      بِسَـنَـا   ***   وِمَزَايَــا   لاَئِـقَــهْ
تَوَّجَتْـنِي      بالثنـا  ***    صَـارَ ذِكْـرَى شَـيِّـقَـهْ

## أعلامها
- الحسين بن علي الطولقي،  (1830 - 3 نوفمبر 1891) فقيه مالكي وصوفي.